# Kittur
Kittur, auch Kitturu genannt, ist ein Taluka im Distrikt Belagavi (Belgaum) des indischen Bundesstaates Karnataka. Es war 1824 Schauplatz einer erfolglosen Rebellion gegen die Britische Ostindien-Kompanie.

## Geschichte
Am nordöstlichen Rand der Ortschaft befinden sich die Ruinen des Palastes bzw. das Kittur Fort. Der Palast war die Residenz der Königin Kittur Chinnava (1778–1829). Im 18. Jahrhundert wurde Kittur bis zum Dritten Marathenkrieg durch das Maratha-Reich regiert, als es unter britisch-koloniale Suzeränität fiel.
Im Zuge der Auseinandersetzung 1824 wurde der britische Kolonialbeamte, Kommissar für Dharwad, St John Thackeray bei einem ersten Versuch der Einnahme des Forts getötet. Beim zweiten Versuch wurde es durch die Briten besetzt.

## Sehenswürdigkeiten
Auf dem von einer Festungsmauer umgebenen Gelände befindet sich seit 1967 ein staatlich betriebenes Museum zum Gedenken an Kittur Rani Channamma. Außer dem Fort befinden sich in dem historisch ummauerten Areal der Anlage drei Tempel, sowie eine Veranstaltungsfläche mit Bühne und Festwiese.

## Verkehr
Durch die westliche Hälfte des Ortes führt der National Highway 48, ungefähr in Nord-Süd-Richtung. In Ost-West-Richtung kreuzt er den State Highway 56, der ebenfalls durch den Ort führt.